# 가시두더지벼룩
가시두더지벼룩(학명: Bradiopsylla echidnae)은 벼룩의 일종으로 가시두더지벼룩속의 유일종이다. 주로 가시두더지의 털가죽이나 가시 틈새에 기생한다. 벼룩 중 몸집이 큰 편으로, 몸길이가 약 4mm까지 자란다. 가시두더지 외에도 태즈메이니아데빌에도 감염된 전적이 있다.